# Fuchsia llewelynii
Fuchsia llewelynii är en dunörtsväxtart som beskrevs av Macbride. Fuchsia llewelynii ingår i släktet fuchsior, och familjen dunörtsväxter. Inga underarter finns listade i Catalogue of Life.